# Gray's Anatomy
Gray's Anatomy er en engelsk fagbog om human anatomi oprindeligt skrevet af Henry Gray og illustreret af Henry Vandyke Carter. Tidligere udgaver hed Anatomy: Descriptive and Surgical og Gray's Anatomy: Descriptive and Applied, men bogens navn bliver normalt forkortet til, og senere udgaver navngivet, Gray's Anatomi. Bogen anses af de fleste som en ekstrem indflydelsesrig udgivelse om emnet, og er fortsat med at blive rettet og genudgivet siden den oprindelige udgivelsesdato i 1858 frem til i dag. Den seneste udgaven af bogen, den 42., blev udgivet i oktober 2020. Den foregående udgave kom i september 2015.
Bogen har lagt navn til serien Greys hvide verden, der på engelsk hedder Grey's Anatomy.